# 日本のコンサートホールの一覧
日本のコンサートホールの一覧は、日本にあるコンサートホールの一覧。
（尚、当該一覧には、いわゆる多目的ホールに分類されるべきホールも載っている点は注意されたいが、地方自治体などの公共ホール等を幅広く網羅している点で一覧性としては一定の目的を果たしていると考えられるため、現状は記載としている。但し、本来的には、記事名の通り「音楽主目的のホール」、具体的には「主にクラシック音楽の演奏が催される専用ホール」（オペラやバレエはオーケストラピットやその他の舞台装置・機構などを有する歌劇場・劇場で公演されるため除く）であり、音響設計・施設・設備などから音楽主目的と考えられるホールで、大ホールであればフル編成のオーケストラや吹奏楽・合唱等の公演ができるもの、中ホールや小ホールであれば室内楽など比較的小編成のアンサンブルやソロ楽器・演奏によるコンサートに対応できるホール、が記載対象となる。）

## 北海道
- 札幌コンサートホールKitara（札幌市中央区）
- 札幌文化芸術劇場（札幌市中央区）
- 札幌市教育文化会館（札幌市中央区）
- 札幌市民ホール(カナモトホール)(札幌市中央区)
- STVホール(札幌市中央区)
- 札幌サンプラザ(札幌市中央区)
- 札幌東宝プラザ(札幌市中央区)
- 北海道立道民活動センター(札幌市中央区)
- ザ・ルーテルホール（札幌市中央区）
- ふきのとうホール（札幌市中央区）
- 札幌市生涯学習総合センター(ちえりあ)(札幌市西区)
- エルムホール(札幌市西区)
- 札幌大谷大学大谷記念ホール(札幌市東区)
- 北海道青少年会館Compassホール（札幌市南区）
- 江別市大麻公民館・江別市民文化ホール(えぽあほーる)(江別市）
- 小樽市民会館(小樽市)
- 岩見沢市民会館・文化センター(まなみーる)(岩見沢市)
- 北広島市芸術文化ホール(北広島市)
- 苫小牧市民会館(苫小牧市)
- だて歴史の杜カルチャーセンター(伊達市)
- 北斗市総合文化センター(かなで～る)(北斗市)
- 函館市民会館（函館市）
- 函館市芸術ホール（函館市）
- 長万部町学習文化センター(長万部町)
- 旭川市民文化会館（旭川市）
- 旭川市大雪クリスタルホール（旭川市）
- あさひサンライズホール(士別市)
- 北見市民会館（北見市）
- 北見芸術文化ホール（北見市）
- 網走市民会館(網走市)
- 斜里町公民館・ゆめホール知床(斜里町)
- 帯広市民文化ホール（帯広市）
- 池田町田園ホール(池田町)
- 音更町文化センター(音更町)
- 浦河町総合文化会館(浦河町)
- 釧路市民文化会館（釧路市）

## 東北地方
- 青森県
  - リンクステーションホール青森（青森市文化会館）（青森市）
  - 八戸市公会堂（八戸市）
  - 弘前市民会館（弘前市）
  - 下北文化会館（むつ市）
- 岩手県
  - 岩手県民会館（盛岡市）
  - 盛岡市民文化ホール（盛岡市）
  - 二戸市民文化会館(二戸市)
  - 野菊ホール（雫石町）
  - 姫神ホール（岩手町）
  - キャラホール（盛岡市）
  - 田園ホール（矢巾町）
  - 花巻市民文化会館(花巻市)
  - さくらホール（北上市）
  - Ｚホール（奥州市）
  - 胆沢文化創造センター(奥州市)
  - 前沢ふれあいセンター(奥州市)
  - 一関文化会館(一関市)
  - 遠野市民センター(遠野市)
  - アンバーホール（久慈市）
  - 宮古市民文化会館(宮古市)
  - TETTO（釜石市）
  - リアスホール（大船渡市）
- 宮城県
  - 東京エレクトロンホール宮城（宮城県民会館）（仙台市青葉区）
  - 東北大学百周年記念会館川内萩ホール（仙台市青葉区）
  - 電力ホール（仙台市青葉区）
  - 仙台市青年文化センター（仙台市青葉区）
  - 東北福祉大学 音楽堂「けやきホール」（仙台市青葉区）
  - 仙台サンプラザ（仙台市宮城野区）
  - 仙台市宮城野区文化センター（仙台市宮城野区）
  - 仙台銀行ホールイズミティ21（仙台市泉文化創造センター）（仙台市泉区）
  - 名取市文化会館（名取市）
  - 中新田バッハホール（加美郡加美町）
- 秋田県
  - あきた芸術劇場ミルハス（秋田市）
  - アトリオン音楽ホール（秋田市）
  - 横手市民会館（横手市）
  - 由利本荘市文化交流館 カダーレ（由利本荘市）
  - 大曲市民会館（大仙市）
  - 仙北市民会館（仙北市）
  - 湯沢文化会館（湯沢市）
  - ほくしか鹿鳴ホール（大館市民文化会館）（大館市）
  - 能代市文化会館（能代市）
  - 男鹿市民文化会館（男鹿市）
- 山形県
  - やまぎん県民ホール（山形県総合文化芸術館）（山形市）
  - 山形テルサホール（山形市）
  - 山形市民会館（山形市）
  - 天童市市民文化会館（天童市）
  - 村山市民会館（村山市）
  - シェルターなんようホール（南陽市文化会館）（南陽市）
  - 希望ホール（酒田市民会館）（酒田市）
  - 荘銀タクト鶴岡（鶴岡市文化会館）（鶴岡市）
  - 響ホール（庄内町文化創造館）（東田川郡庄内町）
  - 新庄市民文化会館（新庄市）
- 福島県
  - 福島市音楽堂（福島市）
  - 會津風雅堂（会津若松市）
  - いわき芸術文化交流館アリオス（いわき市）
  - けんしん郡山文化センター（郡山市民文化センター）（郡山市）
  - 棚倉町文化センター倉美館（棚倉町）
  - 二本松市コンサートホール（二本松市）
  - 三春交流館「まほら」（三春町）
  - 交流センターふれ愛館（飯舘村）

## 関東地方
※埼玉県、千葉県、東京都、神奈川県は次項以降を参照
- 茨城県
  - 水戸芸術館（水戸市）
  - 水戸市民会館（水戸市）
  - ザ・ヒロサワ・シティ会館（茨城県立県民文化センター）（水戸市）
  - 日立シビックセンター 音楽ホール（日立市）
  - 結城市民文化センター アクロス（結城市）
  - 常陸太田市民交流センター パルティホール（常陸太田市）
  - ノバホール（つくば市）
  - 坂東市総合文化ホール ベルフォーレ（坂東市）
- 栃木県
  - 栃木県総合文化センター（宇都宮市）
  - 宇都宮市文化会館（宇都宮市）
  - 那須野が原ハーモニーホール（大田原市）
- 群馬県
  - ベイシア文化ホール（群馬県民会館）（前橋市）
  - 前橋市民文化会館（前橋市）
  - 群馬音楽センター（高崎市）
  - 高崎芸術劇場（高崎市）
  - 太田市民会館（太田市）
  - 桐生市市民文化会館（桐生市）

### 埼玉県
- 埼玉会館（さいたま市浦和区）
- さいたま市文化センター（さいたま市南区）
- 大宮ソニックシティ（さいたま市大宮区）
- 彩の国さいたま芸術劇場（さいたま市中央区）
- 川口総合文化センター リリア（川口市）
- サンシティホール（越谷市）
- ウェスタ川越（川越市）
- 所沢市民文化センター ミューズ（所沢市）
- 戸田市文化会館（戸田市）
- 草加市文化会館（草加市）
- 新座市民会館（新座市）
- 朝霞市民会館（朝霞市）
- 和光市民文化センター サンアゼリア（和光市）
- 三郷市文化会館（三郷市）
- 鴻巣市文化センター（鴻巣市）
- 狭山市市民会館（狭山市）
- 武蔵野音楽大学バッハザール（入間市）
- 春日部市民文化会館（春日部市）
- 坂戸市文化会館（坂戸市）
- 熊谷文化創造館 さくらめいと（熊谷市）
- 熊谷市立文化センター文化会館（熊谷市）
- 本庄市民文化会館（本庄市）
- 深谷市民文化会館（深谷市）
- 東松山市民文化センター（東松山市）
- 久喜総合文化会館（久喜市）
- 羽生市産業文化ホール（羽生市）
- パストラルかぞ（加須市）
- 行田市産業文化会館（行田市）
- 秩父宮記念市民会館（秩父市）
- コピスみよし（入間郡三芳町）

### 千葉県
- 千葉県文化会館（千葉市中央区）
- 青葉の森公園芸術文化ホール（千葉市中央区）
- 千葉市文化交流プラザ（千葉市中央区）
- 千葉市民会館（千葉市中央区）
- 千葉中央ツインビル千葉市文化センター（千葉市中央区）
- 千葉市若葉文化ホール（千葉市若葉区）
- 船橋市民文化ホール（船橋市）
- 市川市文化会館（市川市）
- 全日警ホール（八幡市民会館）（市川市）
- 森のホール21（松戸市文化会館）（松戸市）
- 松戸市民会館（松戸市）
- 聖徳大学川並記念講堂（松戸市）
- さわやかちば県民プラザ（柏市）
- 柏市民文化会館（柏市）
- 市原市市民会館（市原市）
- 八千代市市民会館（八千代市）
- 流山市文化会館ホール（流山市）
- 習志野文化ホール（習志野市）
- 習志野市民ホール（習志野市民会館）（習志野市）
- 佐倉市民音楽ホール（佐倉市）
- 舞浜アンフィシアター（浦安市）
- 浦安市文化会館（浦安市）
- 欅のホール（野田市）
- いちいのホール（野田市）
- 野田市文化会館（文化センター）（野田市）
- 木更津市民会館（木更津市）
- 成田国際文化会館（成田市）
- 大栄公民館プラザホール（成田市）
- 印西市文化ホール（印西市）
- 四街道市文化センター（四街道市）
- 茂原市中央公民館・市民会館（茂原市）
- 君津市民文化ホール（君津市）
- 香取市佐原文化会館（香取市）
- 千葉県東総文化会館（旭市）
- 袖ケ浦市市民会館（袖ケ浦市）
- 白井市文化センター（白井市）
- 銚子市青少年文化会館（銚子市）
- 東金文化会館（東金市）
- 千葉県南総文化ホール（館山市）
- 富津市民会館（富津市）
- いすみ市文化とスポーツの森（いすみ市）
- ふれあいプラザさかえ（栄町）
- 芝山文化センター（芝山町）

### 東京都
- かつしかシンフォニーヒルズ（葛飾区）
- ティアラこうとう（江東区）
- 江東区文化センター（江東区）
- 亀戸文化センター カメリアホール（江東区）
- 江戸川区総合文化センター（江戸川区）
- 東京国際フォーラム（千代田区）
- 日比谷公会堂（千代田区）
- 日本製鉄紀尾井ホール（千代田区）
- 明治大学アカデミーホール（千代田区）
- 日本大学カザルスホール（千代田区）※閉館中・現存
- イイノホール（千代田区）
- よみうり大手町ホール（千代田区）
- 文京シビックホール（文京区）
- TOKYO DOME CITY HALL（文京区）
- トッパンホール（文京区）
- 尚美学園バリオホール（文京区）
- 王子ホール（中央区）
- 第一生命ホール（中央区）
- 浜離宮朝日ホール（中央区）
- 東京建物八重洲ホール（中央区）
- サントリーホール（港区）
- 新宿文化センター（新宿区）
- 東京オペラシティ コンサートホール タケミツメモリアル（新宿区）
- 東京文化会館 大ホール・小ホール（台東区）
- 旧東京音楽学校奏楽堂（台東区）
- 上野学園 石橋メモリアルホール（台東区）
- すみだトリフォニーホール（墨田区）
- 曳舟文化センター（墨田区）
- 北とぴあ さくらホール・つつじホール（北区）
- 渋谷公会堂（渋谷区）
- NHKホール（渋谷区）
- Bunkamura オーチャードホール（渋谷区）
- 新国立劇場（渋谷区）
- 国立オリンピック記念青少年総合センター（カルチャー棟内）（渋谷区）
- 渋谷区文化総合センター大和田 さくらホール（渋谷区）
- Hakuju Hall（渋谷区）
- 杉並公会堂（杉並区）
- セシオン杉並（杉並区）
- 東京芸術劇場（豊島区）
- 品川区立総合区民会館 きゅりあん（品川区）
- 大田区民ホール アプリコ（大田区）
- 大田区民センター（大田区）
- めぐろパーシモンホール（目黒区）
- ザ・ガーデンホール（恵比寿ガーデンプレイス内）（目黒区）
- 昭和女子大学人見記念講堂（世田谷区）
- 世田谷区民会館（世田谷区）
- サローネ・フォンタナ（世田谷区）
- なかのZERO 大ホール・小ホール（中野区）
- 練馬文化センター（練馬区）
- 武蔵野音楽大学ベートーヴェンホール（練馬区）
- IMAホール（練馬区）
- 板橋区立文化会館（板橋区）
- 秋川キララホール（あきる野市）
- 小平市民文化会館ルネこだいら（小平市）
- 狛江エコルマホール（狛江市）
- 国立音楽大学 講堂 大ホール・小ホール（立川市）
- たましんRISURUホール(立川市市民会館)（立川市）
- パルテノン多摩 大ホール・小ホール（多摩市）
- 調布市グリーンホール（調布市）
- 日テレ らんらんホール(よみうりランド)（稲城市）
- ひの煉瓦ホール(日野市民会館)（日野市）
- 西東京市保谷こもれびホール（西東京市）
- J:COMホール八王子（八王子市民会館）（八王子市）
- 八王子市芸術文化会館 いちょうホール（八王子市）
- 府中の森芸術劇場（府中市）
- 三鷹市芸術文化センター 風のホール・星のホール（三鷹市）
- 三鷹市公会堂光のホール（三鷹市）
- 小金井宮地楽器ホール（小金井市民交流センター）（小金井市）

### 神奈川県
- 神奈川県民ホール（横浜市中区）
- 関内ホール（横浜市中区）
- 県民共済 みらいホール（横浜市中区）
- 横浜みなとみらいホール（横浜市西区）
- 横浜国際平和会議場（パシフィコ横浜） 国立大ホール（横浜市西区）
- 神奈川県立音楽堂（横浜市西区）
- 横浜市吉野町市民プラザ（横浜市南区）
- 横浜市磯子区民文化センター 杉田劇場（横浜市磯子区）
- かながわアートホール（横浜市保土ケ谷区）
- 横浜市岩間市民プラザ（横浜市保土ケ谷区）
- サンハート(横浜市旭区民文化センター)（横浜市旭区）
- ひまわりの郷(港南区民文化センター)（横浜市港南区）
- 横浜市栄区民文化センター リリス（横浜市栄区）
- テアトルフォンテ(横浜市泉区民文化センター)（横浜市泉区）
- かなっくホール(横浜市神奈川区民文化センター)（横浜市神奈川区）
- サルビアホール(横浜市鶴見区民文化センター)（横浜市鶴見区）
- 桐蔭学園シンフォニーホール（旧桐蔭学園鵜川メモリアルホール）（横浜市青葉区）
- フィリアホール(青葉区民文化センター)（横浜市青葉区）
- 青葉公会堂（横浜市青葉区）
- 都筑公会堂（横浜市都筑区）
- 川崎市スポーツ・文化総合センター（川崎市川崎区）
- ミューザ川崎シンフォニーホール（川崎市幸区）
- 幸市民館（川崎市幸区）
- エポックなかはら（川崎市中原区）
- 洗足学園音楽大学前田ホール（川崎市高津区）
- 高津市民館ノクティーホール（川崎市高津区）
- 川崎市宮前市民館（川崎市宮前区）
- 昭和音楽大学テアトロ ジーリオショウワ、ユリホール（川崎市麻生区）
- 麻生市民館（川崎市麻生区）
- グリーンホール相模大野（相模原市）
- 杜のホールはしもと（相模原市）
- 横須賀芸術劇場（横須賀市）
- 横須賀市文化会館（横須賀市）
- 厚木市文化会館（厚木市）
- 綾瀬市文化会館（綾瀬市）
- 伊勢原市民文化会館（伊勢原市）
- 海老名市文化会館（海老名市）
- 小田原市民会館（小田原市）
- 茅ヶ崎市民文化会館（茅ヶ崎市）
- 秦野市文化会館（秦野市）
- 藤沢市民会館（藤沢市）
- 南足柄市文化会館（南足柄市）
- 鎌倉芸術館（鎌倉市）

## 中部地方
※愛知県は次項参照
- 新潟県
  - 新潟市民芸術文化会館 りゅーとぴあ（新潟市中央区）
  - 長岡リリックホール（長岡市）
  - 妙高市文化ホール（妙高市）
- 富山県
  - 富山市芸術文化ホール（富山市）
  - 富山県民会館（富山市）
  - 富山県高岡文化ホール（高岡市）
  - 新川文化ホール（魚津市）
  - 黒部国際文化センター（黒部市）
  - 入善コスモホール（入善町）
- 石川県
  - 石川県立音楽堂（金沢市）
  - 金沢市文化ホール（金沢市）
  - 本多の森北電ホール（旧石川厚生年金会館、北陸電力会館 本多の森ホール）（金沢市）
  - 金沢歌劇座（金沢市）
- 福井県
  - 福井県立音楽堂ハーモニーホールふくい（福井市）
  - フェニックス・プラザ（福井市）
  - パレア若狭音楽ホール（若狭町）
  - 小浜市文化会館（小浜市）
  - サンドーム福井（越前市）
- 山梨県
  - 山梨県立県民文化ホール (YCC県民文化ホール) (甲府市)
  - 東京エレクトロン韮崎文化ホール（韮崎市）
- 長野県
  - ホクト文化ホール（長野県県民文化会館）（長野市）
  - 長野市芸術館（長野市）
  - キッセイ文化ホール（長野県松本文化会館）（松本市）
  - まつもと市民芸術館（松本市）
  - 上田市交流文化芸術センター サントミューゼ（上田市）
  - 信州国際音楽村ホールこだま（上田市）
  - 岡谷市文化会館 カノラホール（岡谷市）
  - 飯田文化会館（飯田市）
  - 諏訪市文化センター（諏訪市）
  - 塩尻市文化会館 レザンホール（塩尻市）
  - 須坂市文化会館 メセナホール（須坂市）
  - 小諸市文化会館（小諸市）
  - 長野県伊那文化会館（伊那市）
  - 駒ヶ根市文化会館（駒ヶ根市）
  - 中野市市民会館（中野市）
  - 茅野市民館（茅野市）
  - 佐久市コスモホール（佐久市）
  - あづみ野コンサートホール（安曇野市）
  - 大町市文化会館（大町市）
  - 軽井沢大賀ホール（軽井沢町）
  - 奥志賀高原森の音楽堂（山ノ内町）
  - 志賀高原総合会館98（山ノ内町）
- 岐阜県
  - 岐阜市民会館（岐阜市）
  - サラマンカホール〈岐阜県県民ふれあい会館内〉（岐阜市）
  - 飛騨市文化交流センター（飛騨市）
- 静岡県
  - 静岡音楽館AOI（静岡市）
  - 静岡市民文化会館（静岡市）
  - 静岡市清水文化会館マリナート（静岡市）
  - 富士市文化会館ロゼシアター（富士市）
  - アクトシティ浜松（浜松市）
  - 焼津文化会館〈焼津市文化センター内〉（焼津市）
  - 焼津市大井川文化会館ミュージコ（焼津市）

### 愛知県
- 名古屋国際会議場（名古屋市熱田区）
- 愛知県芸術劇場〈愛知芸術文化センター内〉（名古屋市東区）
- 名古屋市芸術創造センター（名古屋市東区）
- 名古屋市民会館（名古屋市中区）
- 三井住友海上しらかわホール（名古屋市中区）
- 電気文化会館 ザ・コンサートホール（名古屋市中区）
- 名古屋市青少年文化センターアートピアホール（名古屋市中区）
- 宗次ホール（名古屋市中区）
- 名古屋市公会堂（名古屋市昭和区）
- 一宮市民会館（一宮市）
- 一宮市尾西市民会館（一宮市）
- 一宮市木曽川文化会館（一宮市）
- 名古屋文理大学文化フォーラム（稲沢市民会館）（稲沢市）
- 北名古屋市文化勤労会館（北名古屋市）
- 津島市文化会館（津島市）
- あま市美和文化会館（あま市）
- あま市甚目寺公民館（あま市）
- 飛島村中央公民館（飛島村）
- 犬山市民文化会館（犬山市）
- 江南市民文化会館（江南市）
- 春日井市民会館（春日井市）
- 小牧市市民会館（小牧市）
- 瀬戸市文化センター（瀬戸市）
- 尾張旭市文化会館（尾張旭市）
- 日進市民会館あじさいホール（日進市）
- 藤田保健衛生大学フジタホール2000（豊明市）
- 豊明市文化会館（豊明市）
- 東海市芸術劇場（東海市）
- 東海市勤労センター（東海市）
- 大府市勤労文化会館もちのきホール（大府市）
- おおぶ文化交流の杜こもれびホール（大府市）
- 常滑市民文化会館（常滑市）
- 半田市福祉文化会館雁宿ホール（半田市）
- 知多市勤労文化会館つつじホール（知多市）
- 武豊町民会館（武豊町）
- 豊田市民文化会館（豊田市）
- 豊田市コンサートホール（豊田市）
- みよし市勤労文化会館（みよし市）
- 刈谷市総合文化センターアイリスホール（刈谷市）
- 碧南市芸術文化ホールエメラルドホール（碧南市）
- 碧南市文化会館（碧南市）
- リリオ・コンサートホール（知立市）
- 知立市文化会館かきつばたホール（知立市）
- 安城市民会館サルビアホール（安城市）
- 岡崎市民会館（岡崎市）
- コロネット（岡崎市）
- 幸田町民会館（幸田町）
- 西尾市文化会館（西尾市）
- 蒲郡市民会館（蒲郡市）
- ライフポートとよはし（豊橋市）
- 豊川市文化会館（豊川市）
- 新城文化会館（新城市）
- 愛西市文化会館（愛西市）
- 長久手市文化の家森のホール（長久手市）

## 近畿地方
※大阪府と兵庫県は次項以降を参照
- 三重県
  - 桑名市民会館（桑名市）
  - 四日市市文化会館（四日市市）
  - 鈴鹿市文化会館（鈴鹿市）
  - 三重県総合文化センター（津市）
- 滋賀県
  - 滋賀県立芸術劇場 びわ湖ホール（大津市）
  - 立木音楽堂（大津市）
  - ひこね市文化プラザ（彦根市）
  - 栗東芸術文化会館さきら（栗東市）
  - 安土文芸セミナリヨ（近江八幡市）
- 京都府
  - 京都コンサートホール（京都市左京区）
  - ロームシアター京都（京都会館）（京都市左京区）
  - 青山音楽記念館（バロックザール）（京都市西京区）
  - 京都市西文化会館ウエスティ（京都市西京区）
  - 舞鶴市総合文化会館（舞鶴市）
  - 京都府中丹文化会館（綾部市）
  - 文化パルク城陽プラムホール（城陽市）
  - 京都府丹後文化会館（京丹後市）
  - 長岡京記念文化会館（長岡京市）
  - 宇治市文化センター（宇治市）
  - 八幡市文化センター（八幡市）
- 奈良県
  - なら100年会館（奈良市）
  - 秋篠音楽堂（奈良市）
  - 奈良県文化会館（奈良市）
  - ならまちセンター（奈良市）
  - 音声館（奈良市）
  - 奈良県コンベンションセンター（奈良市）
  - 北コミュニティセンターISTAはばたき（生駒市）
  - たけまるホール（生駒市）
  - 鹿ノ台ふれあいホール（生駒市）
  - やまと郡山城ホール（大和郡山市）
  - いかるがホール（斑鳩町）
  - 大和高田市文化会館・さざんかホール（大和高田市）
  - 新庄文化会館・マルベリーホール（葛城市）
  - 河合町立文化会館・まほろばホール（河合町）
  - かしはら万葉ホール・ロマントピアホール（橿原市）
  - 奈良県橿原文化会館（橿原市）
- 和歌山県
  - 和歌山県民文化会館（和歌山市）
  - 和歌山城ホール（和歌山市）
  - 紀南文化会館（田辺市）

### 大阪府
- 大阪市
  - ザ・シンフォニーホール（福島区）
  - 大阪市中央公会堂（北区）
  - 大阪府立国際会議場（グランキューブ大阪）（北区）
  - ザ・フェニックスホール（北区）
  - 住友生命いずみホール（中央区）
  - 大阪倶楽部（中央区）
  - NHK大阪ホール（中央区）
  - 辻久子弦楽記念アンサンブルホール（都島区）
- クレオ大阪(大阪市立男女共同参画センター)
- 箕面市立文化芸能劇場（箕面市）
- 高槻城公園芸術文化劇場大ホール（高槻市）
- 豊中市立文化芸術センター（豊中市）
- 池田市民文化会館アゼリアホール（池田市）
- 吹田市文化会館メイシアター（吹田市）
- 守口文化センターエナジーホール（守口市）
- 門真市民文化会館・ルミエールホール（門真市）
- 寝屋川市地域交流センター・アルカスホール（寝屋川市）
- 枚方市総合文化芸術センター（枚方市）
- 堺市民芸術文化ホール（フェニーチェ堺）（堺市）
- 八尾市文化会館・プリズムホール（八尾市）
- 東大阪市文化創造館（東大阪市）
- 柏原市市民会館（柏原市）
- 大阪狭山市文化会館・SAYAKAホール（大阪狭山市）
- LICはびきの（羽曳野市）
- すばるホール（富田林市）
- 岸和田市立浪切ホール（岸和田市）
- 岸和田市立文化会館・マドカホール（岸和田市）
- 貝塚市民文化会館・コスモスシアター（貝塚市）
- 阪南市立文化センター・サラダホール（阪南市）
- 河内長野市立文化会館・ラブリーホール（河内長野市）
- エブノ泉の森ホール（泉佐野市立文化会館）（泉佐野市）
- 泉大津市民会館・泉の森ホール（泉大津市）

### 兵庫県
- あましんアルカイックホール（尼崎市総合文化センター）（尼崎市）
- 兵庫県立芸術文化センター（西宮市）
- カトリック夙川教会（西宮市）
- 西宮市民会館・アミティホール（西宮市）
- ルナホール（芦屋市）
- 宝塚市立ベガ・ホール（宝塚市）
- 川西市みつなかホール（川西市）
- 伊丹サンシティホール（伊丹市）
- 伊丹市立文化会館（いたみホール）（伊丹市）
- 伊丹市立音楽ホール（伊丹アイフォニックホール）（伊丹市）
- 甲南女子大学芦原講堂（神戸市東灘区）
- 神戸国際会館こくさいホール（神戸市中央区）
- 神戸新聞松方ホール（神戸市中央区）
- 神戸文化ホール（神戸市中央区）
- ポートピアホール（神戸市中央区）
- 新神戸オリエンタル劇場（神戸市中央区）
- 兵庫県立三木山森林公園森のホール（三木市）
- 小野市民会館（小野市）
- 小野市うるおい交流館エクラ（小野市）
- パルナソスホール（姫路市）
- 姫路市文化センター（姫路市）
- たつの市総合文化会館（赤とんぼ文化ホール）（たつの市）
- 赤穂市文化会館・ハーモニーホール（赤穂市）
- たんば田園交響ホール（丹波篠山市）
- 丹波の森公苑ホール（丹波市）
- 宍粟市山崎文化会館（サンホールやまさき）（宍粟市）
- 多可町文化会館（ベルディーホール）（多可町）
- 和田山ジュピターホール（朝来市）
- 豊岡市民会館・文化ホール（豊岡市）
- 夢ホール（新温泉町）
- しずかホール（淡路市）
- 淡路市立ひがしうら文化館サンシャインホール（淡路市）

## 中国地方
- 鳥取県
  - とりぎん文化会館（鳥取県立県民文化会館）（鳥取市）
  - 鳥取市文化ホール（鳥取市）
  - パレットとっとり市民交流ホール（鳥取市）
  - 米子市公会堂（米子市）
  - 米子市文化ホール（米子市）
  - 米子市淀江文化センター・さなめホール (米子市)
  - 米子コンベンションセンター・BIG SHIP（米子市）
  - 鳥取県立倉吉未来中心（倉吉市）
  - 境港市文化ホール（境港シンフォニーガーデン）（境港市）
  - 三朝町総合文化ホール（三朝町）
  - カウベルホール（琴浦町）
  - 日南町総合文化センター・さつきホール（日南町）
  - 岩美町中央公民館・いわみんホール(岩美町)
- 島根県
  - 松江市総合文化センター プラバホール（松江市）
  - 島根県民会館（松江市）
  - 石央文化ホール（浜田市）
  - ビッグハート出雲（出雲市）
  - 出雲市民会館（出雲市）
  - 島根県芸術文化センター グラントワ 島根県立いわみ芸術劇場（益田市）
  - 大田市民会館（大田市）
  - 安来市民会館 （安来市）
  - 雲南市加茂文化ホール ラメール（雲南市）
  - チェリヴァホール（雲南市）
  - 江津市総合市民センター ミルキーウェイホール（江津市）
  - 悠邑ふるさと会館（カントリヴァホール）（川本町）
- 岡山県
  - 岡山シンフォニーホール（岡山市北区）
  - 岡山市立市民文化ホール(閉館)（岡山市中区）
  - 倉敷市民会館（倉敷市）
  - 倉敷市芸文館（倉敷市）
  - 津山文化センター（津山市）
  - 音楽文化ホール ベルフォーレ津山（津山市）
  - 笠岡市民会館（笠岡市）
  - 笠岡市保健センター ギャラクシーホール（笠岡市）
  - 総社市民会館（総社市）
  - 高梁総合文化会館（高梁市）
- 広島県
  - 上野学園ホール（広島県立文化芸術ホール）（広島市中区）
  - JMSアステールプラザ（広島市中区）
  - 広島文化学園HBGホール（広島市文化交流会館）（広島市中区）
  - 広島県民文化センター（広島市中区）
  - 広島国際会議場フェニックスホール（広島市中区）
  - 呉市文化ホール（呉市）
  - 三原市芸術文化センター ポポロ（三原市）
  - 三原市本郷生涯学習センター・にいたかホール（三原市）
  - しまなみ交流館テアトロシェルネ（尾道市）
  - 尾道市瀬戸田市民会館 ベル・カントホール（尾道市）
  - ふくやま芸術文化ホール リーデンローズ（福山市）
  - 福山市神辺文化会館（福山市）
  - 広島県民文化センターふくやま（福山市）
  - サンパルホールぬまくま（福山市）
  - 府中市文化センター（府中市）
  - 広島大学サタケメモリアルホール（東広島市）
  - はつかいち文化ホールさくらぴあ（廿日市市）
- 山口県
  - 下関市民会館（下関市）
  - 宇部市渡辺翁記念会館（宇部市）
  - 山口市民会館（山口市）
  - 防府市公会堂（防府市）
  - 防府市地域交流センター アスピラート（防府市）
  - スターピアくだまつ（下松市）
  - シンフォニア岩国〈山口県民文化ホール内〉（岩国市）
  - 光市民ホール（光市）
  - ルネッサながと〈長門市〉
  - 周南市文化会館（周南市）

## 四国地方
- 徳島県
  - 徳島市立文化センター（徳島市）
  - あわぎんホール徳島県郷土文化会館（徳島市）
  - 鳴門市文化会館（鳴門市）
  - 阿南市市民会館（阿南市）
  - 阿南市情報文化センター（阿南市）
  - 牟岐町海の総合文化センター（牟岐町）
  - 板野町文化の館（板野町）
- 香川県
  - 香川県県民ホール（高松市）
  - 高松市文化芸術ホール サンポートホール高松（高松市）
  - 高松テルサホール（高松市）
  - 丸亀市綾歌総合文化会館アイレックス（丸亀市）
  - 丸亀市民会館（丸亀市）
  - さぬき市志度音楽ホール（さぬき市）
  - 坂出市民ホール（坂出市）
  - 多度津町民会館（多度津町）
- 愛媛県
  - ひめぎんホール（愛媛県県民文化会館）（松山市）
  - 松山市民会館（松山市）
  - 聖カタリナ大学 聖カタリナホール（松山市）
  - 新居浜市民文化センター（新居浜市）
  - 四国中央市市民文化ホール（四国中央市）
  - 今治市公会堂（今治市）
  - 大洲市民会館（大洲市）
  - 三瓶文化会館（西予市）
  - 宇和町文化会館（西予市）
  - 宇和島市立南予文化会館（宇和島市）
  - 八幡浜市文化会館「ゆめみかん」（八幡浜市）
  - 西条市総合文化会館（西条市）
  - 丹原町文化会館（西条市）
  - 川之江市民会館（四国中央市）
- 高知県
  - 高知市文化プラザかるぽーと（高知市）
  - 高知県立県民文化ホール（高知市）
  - 高新RKCホール（高知市）
  - 高知県立美術館ホール（高知市）
  - 須崎市立市民文化会館（須崎市）
  - 西土佐ふれあいホール（四万十市）
  - 夜須町中央公民館（マリンホール）（香南市）
  - 中村市立文化センター（中村市）
  - 土佐清水市立市民文化会館（くろしおホール）（土佐清水市）

## 九州・沖縄地方
- 福岡県
  - 福岡国際センター（福岡市博多区）
  - 福岡サンパレス（福岡市博多区）
  - マリンメッセ福岡（福岡市博多区）
  - 福岡市民会館（福岡市中央区）
  - 福岡シンフォニーホール（アクロス福岡内、福岡市中央区）
  - アルモニーサンク 北九州ソレイユホール（北九州市小倉北区）
  - 北九州市立響ホール（国際村交流センター内、北九州市八幡東区）
  - 宗像ユリックスハーモニーホール（宗像市）
  - ザ・グランドホール（久留米シティプラザ内、久留米市）
  - 大牟田文化会館大ホール（大牟田市）
- 佐賀県
  - 佐賀市文化会館（佐賀市）
- 長崎県
  - 長崎ブリックホール（長崎市）
  - アルカスSASEBO（佐世保市）
- 熊本県
  - 熊本県立劇場（熊本市）
  - 市民会館シアーズホーム夢ホール（熊本市民会館）（熊本市）
  - 熊本市総合女性センター（熊本市）
  - 玉名市民会館（玉名市）
  - 玉名市文化センター（玉名市）
- 大分県
  - iichiko総合文化センター（大分県立総合文化センター）（大分市）
  - ホルトホール大分（大分市）
- 宮崎県
  - 宮崎県立芸術劇場（宮崎市）
  - 宮崎市民文化ホール（宮崎市）
  - 都城市総合文化ホール（都城市）
- 鹿児島県
  - 宝山ホール（鹿児島県文化センター）（鹿児島市）
  - 鹿児島市民文化ホール（鹿児島市）
  - 谷山サザンホール（鹿児島市）
  - 霧島国際音楽ホール（霧島市）
- 沖縄県
  - 那覇文化芸術劇場なはーと（那覇市）
  - シュガーホール（南城市）
  - 沖縄市民会館（沖縄市）
  - 沖縄コンベンション劇場（宜野湾市）
  - アイム・ユニバースてだこホール(浦添市てだこホール、浦添市)